# Ferdinand I., leonski kralj
Ferdinand I. Leonski i Kastiljski (o. 1015. — 1065.), zvan Veliki, bio je grof Kastilje i kralj Leona. Prema tradiciji, on je imao naslov "car Španjolske".
Njegovo ime na španjolskom glasi Fernando.

## Životopis
Ne zna se kad je točno Ferdinand rođen, ali se smatra da je to bilo negdje oko 1015. godine. Njegovi su roditelji bili Sančo III. Navarski i Mayor Kastiljska, čiji je otac bio grof Sančo García Kastiljski.
Ferdinandov ujak García Sánchez bio je grof Kastilje. Nakon njegove smrti, to je mjesto pripalo Ferdinandu, koji je oženio Sanču Leonsku. Ona se trebala udati za njegovog ujaka, ali se to nije dogodilo.
15. rujna 1054. Ferdinand je pobijedio svojeg starijeg brata Garcíju Sáncheza III. Navarskog.
Nakon toga je uslijedio niz uspješnih pohoda. 
Umro je 1065. godine. Postoje različiti podaci o tome na koji je datum umro, ali je moguće da se to zbilo 24. lipnja.
Njegovo je kraljevstvo podijeljeno među njegovim sinovima.
Njegova su djeca bila Uraka Zamorska, Sančo II. Kastiljski i Leonski, Elvira od Tora, Alfons VI. Hrabri i García II. Galicijski.